# Gorillaz (Album)
Gorillaz ist das Debütalbum der gleichnamigen Band. Es wurde im März 2001 veröffentlicht und enthält die Singles Clint Eastwood, 19-2000, Rock the House und Tomorrow Comes Today.

## Veröffentlichung
Nach der EP Tomorrow Comes Today aus dem Jahre 2000 und der am 5. März 2001 vorab ausgekoppelten Single Clint Eastwood ist das Album die dritte Veröffentlichung der Gorillaz. Es kam am 26. März 2001 in die Läden, gefolgt von den Singles 19–2000 im Juni 2001, Rock the House im Oktober 2001 und Tomorrow Comes Today im Februar 2002.
Die Titel Tomorrow Comes Today, Rock the House und Latin Simone sind Wiederveröffentlichungen, die schon auf der EP Tomorrow Comes Today enthalten waren.

## Trackliste
1. Re-Hash (feat. Miho Hatori) – 3:38
2. 5/4 – 2:39
3. Tomorrow Comes Today – 3:12
4. New Genious (Brother) – 3:57
5. Clint Eastwood (feat. Del Tha Funkee Homosapien) – 5:39
6. Man Research (Clapper) – 4:32
7. Punk – 1:36
8. Sound Check (Gravity) – 4:40
9. Double Bass – 4:44
10. Rock the House (feat. Del Tha Funkee Homosapien) – 4:08
11. 19-2000 (feat. Miho Hatori und Tina Weymouth) – 3:27
12. Latin Simone (¿Qué Pasa Contigo?) (feat. Ibrahim Ferrer) – 3:36
13. Starshine – 3:31
14. Slow Country – 3:35
15. M1 A1 – 4:02

## Singles
- Clint Eastwood
- 19-2000
- Rock the House
- Tomorrow Comes Today

## Kommerzieller Erfolg

### Chartplatzierungen
| ChartsChartplatzierungen       | Höchstplatzierung | Wochen |
| ------------------------------ | ----------------- | ------ |
| Deutschland (GfK)              | 3 (27 Wo.)        | 27     |
| Österreich (Ö3)                | 3 (36 Wo.)        | 36     |
| Schweiz (IFPI)                 | 6 (39 Wo.)        | 39     |
| Vereinigte Staaten (Billboard) | 14 (43 Wo.)       | 43     |
| Vereinigtes Königreich (OCC)   | 3 (82 Wo.)        | 82     |

| ChartsJahrescharts (2001)    | Platzierung |
| ---------------------------- | ----------- |
| Deutschland (GfK)            | 22          |
| Österreich (Ö3)              | 10          |
| Schweiz (IFPI)               | 33          |
| Vereinigtes Königreich (OCC) | 22          |

### Auszeichnungen für Musikverkäufe
In den USA wurde das Album mit Platin geehrt, weltweit wurden über sieben Millionen Tonträger verkauft. Die Gorillaz wurden daraufhin als „erfolgreichste virtuelle Band“ ins Guinness-Buch der Rekorde eingetragen.
| Land/Region                  | Auszeichnungen für Musikverkäufe (Land/Region, Auszeichnung, Verkäufe) | Verkäufe  |
| ---------------------------- | ---------------------------------------------------------------------- | --------- |
| Australien (ARIA)            | Gold                                                                   | 35.000    |
| Belgien (BRMA)               | Gold                                                                   | (25.000)  |
| Dänemark (IFPI)              | Gold                                                                   | (25.000)  |
| Deutschland (BVMI)           | Gold                                                                   | (150.000) |
| Europa (IFPI)                | 2× Platin                                                              | 2.000.000 |
| Finnland (IFPI)              | Gold                                                                   | (15.169)  |
| Frankreich (SNEP)            | Platin                                                                 | (300.000) |
| Kanada (MC)                  | Platin                                                                 | 100.000   |
| Mexiko (AMPROFON)            | Gold                                                                   | 75.000    |
| Neuseeland (RMNZ)            | 2× Platin                                                              | 30.000    |
| Norwegen (IFPI)              | Gold                                                                   | (20.000)  |
| Österreich (IFPI)            | Gold                                                                   | (20.000)  |
| Schweden (IFPI)              | Platin                                                                 | (80.000)  |
| Schweiz (IFPI)               | Platin                                                                 | (40.000)  |
| Uruguay (CUD)                | Gold                                                                   | 3.000     |
| Vereinigte Staaten (RIAA)    | Platin                                                                 | 1.000.000 |
| Vereinigtes Königreich (BPI) | 3× Platin                                                              | (900.000) |
| Insgesamt                    | 9× Gold · 12× Platin ·                                                 | 3.243.000 |

## Sonstiges
- Die gesungene Tonfolge am Beginn des Tracks Clint Eastwood ist am Leitmotiv der von Ennio Morricone komponierten Titelmelodie des Italowesterns Zwei glorreiche Halunken (1966) angelehnt.[31]
- Der Groove des Songs Clint Eastwood ist der vorprogrammierte Loop „Preset Rock 1“ eines Omnichord aus den 1980er Jahren, was von Dr. Pop in dem Podcast „Auf Knopfdruck zum Welthit“ akustisch nachvollziehbar dokumentiert wurde.[32]
- Im Film Wasabi – Ein Bulle in Japan ist in der Szene, wo Fiorentinis mit dem Yakuzachef Takanawa, „das Zebra“, Golf spielt, das Lied Starshine zu hören.
- Der wiederholte Ruf „Hello, is anyone there?“ zu Beginn von M1 A1 stammt aus dem Film Zombie 2 von George A. Romero.